# Eptatretus wayuu
Eptatretus wayuu – gatunek bezszczękowca z rodziny śluzicowatych (Myxinidae).

## Zasięg występowania
Znana tylko z Morza Karaibskiego w okolicach departamentu La Guajira w Kolumbii. Nazwa gatunkowa pochodzi od zamieszkującego ten rejon plemienia Wayú.

## Cechy morfologiczne
Osiąga max. 21,6 cm długości całkowitej. Ciało cylindryczne, boki spłaszczone w kierunku rozszerzającego się ogona. 5 par worków i otworów skrzelowych, położonych w jednej linii. Długość kanałów odprowadzających z worków skrzelowych zróżnicowana, pierwszy kanał jest dwa razy dłuższy od ostatniego. Każdy otwór skrzelowy z bladym obrzeżeniem. 73-75 gruczołów śluzowych, w tym 24 przedskrzelowe, 2 skrzelowe, 38-40 tułowiowych i 9 ogonowych. Fałda brzuszna i ogonowa dobrze rozwinięte.
Ubarwienie ciała brązowe (po zakonserwowaniu w alkoholu ciemnofioletowe), okolice skrzeli bledsze. Plamki oczne słabo widoczne.

## Biologia i ekologia
Występuje na głębokości 300–306 m.